# Talmud Torah

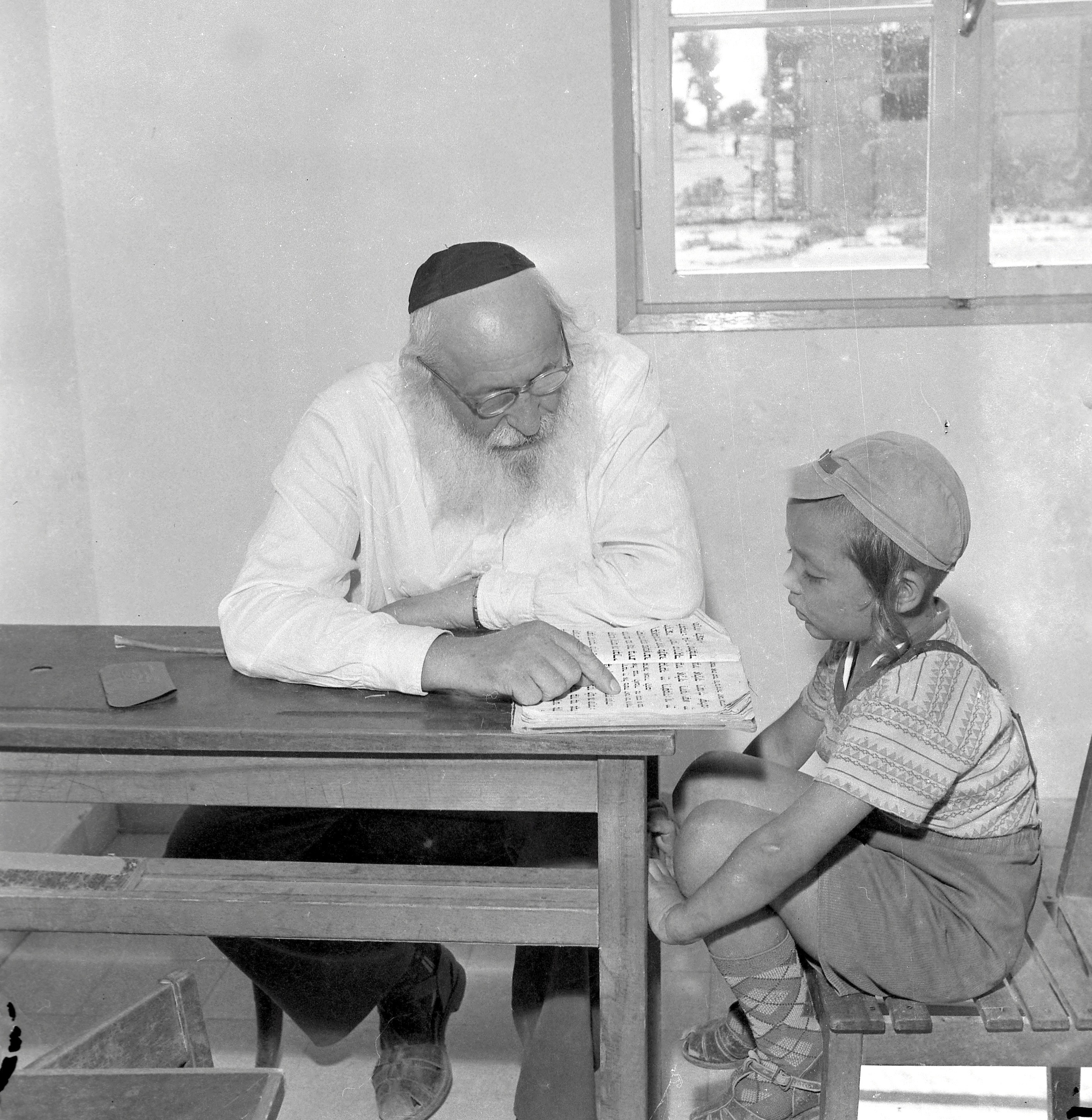
Talmud Torah, Bnei Brak, 1965

Le scuole Talmud Torah furono create nel mondo ebraico, sia ashkenazita che sefardita, come forma di scuola elementare pubblica per bambini di estrazione modesta, che venivano istruiti in base ad un programma elementare di lingua ebraica, Sacre Scritture (specialmente la Torah - Pentateuco) il Talmud (e la Halakhah). La scuola forniva una preparazione per la Yeshivah o anche, attualmente, per un'educazione ebraica a livello di istruzione secondaria. La Talmud Torah si rifaceva al modello Cheder, la forma scolastica tradizionale dalla quale prendeva gli elementi essenziali.
L'organizzazione Talmud Torah originariamente venne formata a Roma e comprendeva otto società nel 1554; venne ricostituita il 13 agosto 1617. In seguito, certe sinagoghe assunsero il nome "Talmud Torah", come per es. quella di Fès (Marocco) nel 1603 e quella del Cairo. Ciò poteva anche esser dovuto al fatto che la scuola si teneva dentro o nelle adiacenze della sinagoga locale.
Le scuole Talmud Torah continuano ad esistere in tutto il mondo. Di solito sono le scuole elementari i cui programmi incorporano materie ebraiche e laiche, al fine di preparare gli studenti ad un'educazione ebraica in scuole superiori o ambienti yeshivot. Nella loro forma contemporanea, le scuole Talmud Torah tendono ad essere scuole miste che seguono un orientamento tradizionale di educazione ebraica - cioè, un'educazione ebraica che sia congruente con l'orientamento storico sefardita e askenazita, in contrasto con l'emergere di nuove denominazioni ashkenazite, come i movimenti riformati, conservatori e ricostruzionisti degli ultimi due secoli.